# Konarzewo-Bolesty
Konarzewo-Bolesty (prononciation : [kɔnaˈʐɛvɔ bɔˈlɛstɨ]) est un village polonais de la gmina de Karniewo dans le powiat de Maków de la voïvodie de Mazovie dans le centre-est de la Pologne.
Le village possède approximativement une population de 30 habitants en 2006.

## Histoire
De 1975 à 1998, le village appartenait administrativement à la voïvodie de Ciechanów.